# Elizabeth Colborne
Elizabeth Colborne (Chamberlain, 1885 — Seattle, 1948) est une illustratrice et graveuse américaine.
Spécialiste de la gravure sur bois en couleurs dans un style associé au mouvement Arts and Crafts, elle est en avance sur ses contemporains américains grâce à sa maîtrise de l'impression japonaise au bloc de bois, qu'elle combine avec certaines innovations techniques qui lui permettent de produire des effets « vifs et picturaux ».

## Biographie

### Jeunesse et formation
Elizabeth Colborne naît le 15 février 1885 à Chamberlain, dans le Dakota du Sud, fille cadette de Birney Barnes Colborne (1851-1893), un ingénieur civil très prospère d'origine anglaise, et d'Ella Bowen Colborne (1849-1892) du Wisconsin.
Après la mort de leur mère en 1892 et celle de leur père l'année suivante, Elizabeth et ses deux sœurs (Belle Evelyn, née en 1883 et Bernice, née en 1887) sont recueillies par ses tante et oncle maternels, Martha et Thomas Kershaw, à Bellingham (Washington), tandis qu'Elizabeht à douze ans,.
Après avoir obtenu son diplôme du lycée de Bellingham, elle part à New York en 1903 pour étudier à l'Institut Pratt auprès d'Arthur Wesley Dow à New York, où elle découvre sa passion pour le dessin,.

### Carrière d'illustratrice

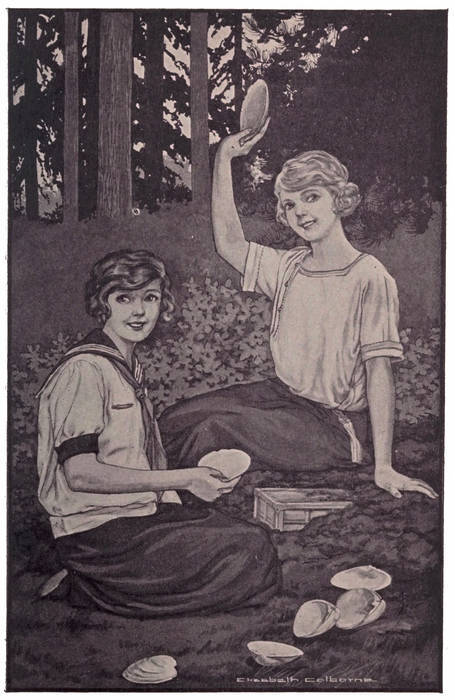
Illustration pour Virginia's Adventure Club (1924).

Elizabeth Colborne rentre à Bellingham en juillet 1905, où elle obtient un travail d'illustratrice pour littérature de jeunesse qui lui permet de vivre entre cette ville, New York et le nord de la côte ouest des États-Unis jusqu'au début des années 1930. Elle ouvre un atelier pour enseigner aux jeunes enfants. Ses premières œuvres commerciales sont publiées dans la revue Westerner (qui deviendra le Sunset) en juin 1906.
Elle s'installe à nouveau à New York en 1907, où elle réalise des couvertures, des pages de garde et des pages décoratives pour des livres chez Decorative Designers of New York City. En 1910, elle décide de poursuivre ses études et étudie pendant trois ans à l'Académie américaine des beaux-arts auprès de Charles Frederick William Mielatz, qui lui enseigne l'eau-forte. En parallèle, elle se forme également auprès de Robert Henri et Rockwell Kent,. Elle consolide sa carrière d'illustratrice pour littérature de jeunesse et commence également à écrire et illustrer ses propres ouvrages. Elle conçoit des livres qui encouragent la créativité grâce à un « design audacieux et fantaisiste », qui sont publiés par Reilly & Britton.
Elizabeht Colborne produit de nombreuses œuvres commerciales, comme des dessins d'ex-libris et de nombreux clichés-verre qu'elle appelle « gravures au soleil » pour créer notamment des cartes de Noël intimes et des notes personnalisées destinées à un public national.

### Carrière d'artiste graveuse
Néanmoins, Elizabeth Colborne ne néglige pas sa carrière artistique, et expose à plusieurs reprises à New York. Elle étudie la gravure sur bois à l'Art Students League of New York auprès d'Allen Lewis (d) à partir de 1924,. 
Elle est active entre New York et Washington avant de se fixer à nouveau à Bellignham à partir de 1933, après que le krach de 1929 et la dépression économique qui suit fait baisser sa production. Elle se concentre sur son travail artistique et tient un journal. Elle participe comme artiste au programme Public Works of Art, à le suite duquel de nombreuses œuvres de Colborne sont acquises par des collections publiques ou privées.
En 1939, elle devient membre de la National Association of Women Artists de New York,. Colborne expose à plusieurs reprises ses gravures sur bois en couleur, et en 1940, le Seattle Art Museum lui consacre une exposition personnelle intitulée « Drawings and Prints by Elizabeth Colborne » (dessins et gravures par Elizabeht Colborne).

### Dernières années
Elizabeth Colborne s'installe à Seattle, où elle travaille de 1940 à 1948 comme dessinatrice technique chez Boeing, avant de prendre sa retraite.
Elle meurt à son domicile de Seattle le 21 février 1948.

## Œuvre

### Estampes
Elizabeht Colborne se spécialise dans la gravure sur bois en couleurs, dont elle est la principale praticienne de la région, dont le style est associé au mouvement américain Arts and Crafts.
En avance sur ses contemporains américains, elle se fait remarquer pour sa maîtrise de l'impression japonaise au bloc de bois, qu'elle combine avec des innovations techniques telles que l'encrage du verso de l'impression, qui lui permet de produire des effets « vifs et picturaux ».
Également aquafortiste, aucune de ses œuvres dans ce médium n'a cependant survécu.

### Illustration d'ouvrages

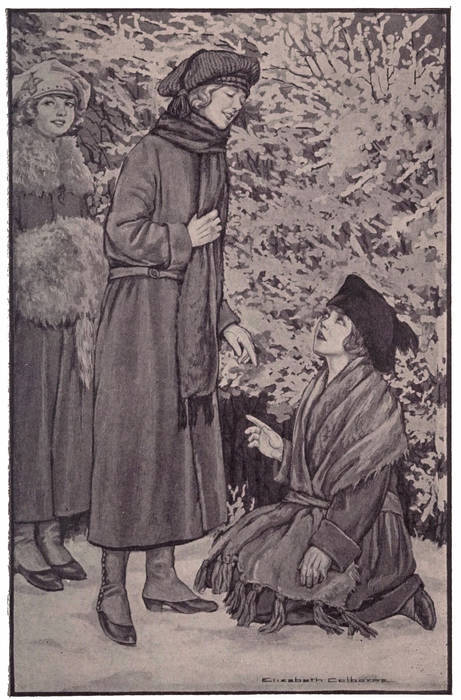
Illustration pour Virginia's Adventure Club (1924).

Elizabeth Colborne illustre plusieurs ouvrages avec ses gravures sur bois en noir et blanc ou en couleurs, parmi lesquels :
- Morgan Scott, Rival Pitchers of Oakdale
- Lillian Elizabeth Roy, Five Little Starrs in the Canadian Forest
- Edith Lavell, The Girl Scouts' Captain
- Robert J. C. Stead, Songs of the Prairie
- Grace May North, Virginia's Adventure Club
- Lillian Elizabeth Roy, Janet: A Stock-Farm Scout

### Conservation des œuvres
Les œuvres de Elizabeth Colborne sont notamment conservées dans les collections des musées suivants :
- Minneapolis Institute of Art, Minneapolis[3]
- New York Public Library, New York[5]
- Seattle Art Museum, Seattle[6]
- Whatcom Museum (en), Bellingham (Washington)[1]